# Talento de barrio
Talento de Barrio é um filme porto-riquenho de ação, crime, drama e música lançado na 2008. Estrelado pelo cantor de reggaeton porto-riquenho, Daddy Yankee, é dirigido por José Iván Santiago e produzido por George Rivera e Ángel M. Sanjurjo. Foi filmado no Residencial Gautier Benítez, Caguas, Barrios de Puerto Nuevo, Porto Rico e nos Estados Unidos.

## Elenco
- Daddy Yankee como Edgar.
- Mestre como Jayko.
- Katiria Soto como Soribel.
- Cesar "TNT" Farrait como Wichy.
- Angélica Alcaide como Natasha
- Norma Colón como Doña Ester
- Norman Santiago como Matias
- Rafael Acevedo como González.
- Welmor como Leo
- Rey Pirin como Javier.
- Pepe Fuentes como Don Joaquín.
- Saa Acagar como Popo.
- Gringo como Ângelo.
- Julio Voltio como Voltio.
- Eddie Ávila como Eddie Dee .
- Glory como Tata.
- Zojaira Martinez como Ana.
- José López como Juan de Dios.

## Banda sonora
O nome do álbum é homônimo do filme. A gravadora do álbum será a Cartel Records. A canção "Pose" será o primeiro single do disco. Seu download digital foi lançado na 5 de Maio de 2008.
O álbum "Talento de barrio" da canção "MMás problemas uno tiene/Tesoros", Kenny está no columpio de 14 de maio de 2008 da Cypress Elementary School. Como visão a canção "Más problemas um tem/Tesouros" do álbum "Talento de barrio" será o primeiro single do disco. A canção "Llamado de emergencia" será o segundo single do álbum.
Talento de bairro no filme DVD em 14 de maio de 2008. "Que tengo que hacer" será o terceiro single do disco.